# Corymbia leichhardtii
Corymbia leichhardtii är en myrtenväxtart som först beskrevs av Frederick Manson Bailey, och fick sitt nu gällande namn av Kenneth D. Hill och Lawrence Alexander Sidney Johnson. Corymbia leichhardtii ingår i släktet Corymbia och familjen myrtenväxter. Inga underarter finns listade i Catalogue of Life.